# Surkojaure
Surkojaure är en sjö i Kiruna kommun i Lappland och ingår i Torneälvens huvudavrinningsområde. Sjön har en area på 0,477 kvadratkilometer och ligger 555 meter över havet. Surkojaure ligger i Tavvavuoma Natura 2000-område.

## Delavrinningsområde
Surkojaure ingår i det delavrinningsområde (760581-169957) som SMHI kallar för Inloppet i Jeutojaure. Medelhöjden är 657 meter över havet och ytan är 53,81 kvadratkilometer. Det finns inga avrinningsområden uppströms utan avrinningsområdet är högsta punkten. Jeutojåkkå som avvattnar avrinningsområdet har biflödesordning 3, vilket innebär att vattnet flödar genom totalt 3 vattendrag innan det når havet efter 467 kilometer. Avrinningsområdet består mestadels av skog (12 procent), sankmarker (16 procent) och kalfjäll (67 procent). Avrinningsområdet har 1,07 kvadratkilometer vattenytor vilket ger det en sjöprocent på 2 procent.